# Andrea Ostellari
Andrea Ostellari (Campo San Martino, 17 marzo 1974) è un politico italiano, dal 23 marzo 2018 senatore della Repubblica per la Lega Salvini Premier e dal 2 novembre 2022 sottosegretario di Stato al Ministero della giustizia.

## Biografia
Nato a Campo San Martino (Padova), ma residente a Padova, conseguendo la laurea magistrale in giurisprudenza all'Università di Parma, sposato e con due figli, è stato vice-procuratore onorario presso la procura di Bassano del Grappa, con funzione di pubblico ministero avanti il giudice di pace e tribunale monocratico penale. Ha superato l'esame di Stato presso la corte d'appello di Venezia, ottenendo l'idoneità alla professione di avvocato nel 2004.
Dal 27 ottobre 2017 è un avvocato iscritto all'Albo dei Cassazionisti. Ha fondato lo studio legale Ostellari di Padova, che, con colleghi professionisti, si occupa di diritto penale, civile, commerciale, ambientale, sportivo e del lavoro.

## Attività politica

### Consigliere comunale di Curtarolo
Alle elezioni comunali in Veneto del 2009 si candida a sindaco di Curtarolo (Padova), sostenuto dalla Lega Nord, ma raccoglie il 29,06% dei voti e viene sconfitto dal candidato della lista civica Iniziativa Democratica Marcello Costa (32,78%). Viene comunque eletto consigliere comunale.
Alle comunali venete del 2014 si ricandida a sindaco di Curtarolo, sostenuto questa volta dalla lista civica La Svolta, raccogliendo il 34,6% ma venendo di nuovo sconfitto dal candidato della lista Iniziativa Democratica Fernando Zaramella (39,33%). Viene comunque rieletto consigliere comunale.
A gennaio 2015 viene nominato presidente di Busitalia Veneto Spa. L'11 ottobre dello stesso anno viene eletto segretario provinciale della Lega Nord di Padova, dimettendosi da presidente di Busitalia nello stesso mese, e rimanendo in carica fino alla sua elezione a senatore nel 2018.

### Elezione a senatore
Alle elezioni politiche del 2018 viene candidato al Senato della Repubblica, tra le liste della Lega per Salvini Premier nel collegio plurinominale Veneto - 02, risultando eletto senatore. Nella XVIII legislatura della Repubblica è stato componente del Comitato parlamentare per la sicurezza della Repubblica (2022) e presidente della 2ª Commissione Giustizia, eletto il 21 giugno 2018 e confermato il 29 luglio 2020 con 13 voti su 11 nonostante l'indicazione della maggioranza fosse per l'ex presidente del Senato Pietro Grasso, oltre ad essere relatore della riforma della legge sulla legittima difesa, approvata dal Parlamento in via definitiva il 28 marzo 2019, e ad ostruire l'approvazione del Ddl Zan, che viene affossata ad ottobre 2021.
Il 15 maggio 2020 viene nominato, dal segretario federale Matteo Salvini, commissario della Lega in Emilia, rimanendo in carica fino al 26 luglio 2022.
Il 9 settembre 2022, in concomitanza con le elezioni provinciali a Padova dove Sergio Giordani viene eletto presidente della Provincia per il centro-sinistra, ha presentato, assieme al deputato Massimo Bitonci (Lega), un disegno di legge che prevede di reintrodurre il sistema elettorale a suffragio universale per la provincia, con il presidente che verrebbe così scelto dai cittadini.

### Sottosegretario alla Giustizia
Alle elezioni politiche anticipate del 2022 viene ricandidato al Senato, come capolista della Lega per Salvini Premier nel collegio plurinominale Veneto - 02, venendo rieletto a Palazzo Madama. Nella XIX legislatura è membro della 5ª Commissione Bilancio, venendo sostituito per l'incarico di governo che occupa da Marco Dreosto.
Con la vittoria della coalizione di centro-destra alle politiche e la seguente nascita del governo presieduto da Giorgia Meloni, il 31 ottobre 2022 viene indicato dal Consiglio dei Ministri come sottosegretario di Stato al Ministero della giustizia nel governo Meloni, entrando in carica dal 2 novembre e affiancando il ministro Carlo Nordio, ottenendo poi le deleghe all'amministrazione penitenziaria (e i provveditorati regionali), alla direzione generale dei detenuti e del trattamento, alla transizione digitale della giustizia (avendo a che fare col Pnrr) e alla statistica e analisi organizzativa, ai sistemi informativi automatizzati e alla giustizia minorile e di comunità.
A febbraio 2023 viene messo sotto scorta, assieme ad Andrea Delmastro Delle Vedove, dal prefetto di Roma Bruno Frattasi, considerati potenziali obiettivi delle azioni che i movimenti anarchici hanno in programma per sostenere lo sciopero della fame di Alfredo Cospito al 41-bis. A marzo dello stesso anno ha proposto di introdurre un bonus per le aziende che decidono di assumere detenuti.